# Cearanthes
Cearanthes, monotipski rod lukovićastih geofita iz prodice zvanikovki. Jedina je vrsta C. fuscoviolacea, brazilski endem iz Ceare
Rod i vrsta opisani su 2000.